# Aphanosauria
Aphanosauria ("lucertole nascoste") è un clado, un ramo, estinto di rettili imparentati con gli ornitodiri (Ornithodira), e quindi con i dinosauri (Dinosauria, un clado di Ornithodira). Sono alla base di un ramo noto come Avemetatarsalia, che comprende anche Ornithodira, ergo Pterosauria e Dinosauria (e quindi gli uccelli). Gli avemetatarsali sono uno dei due cladi principali degli arcosauri.  L'altro clado principale, Pseudosuchia, comprende i coccodrilli moderni. Gli afanosauri possedevano caratteristiche di entrambi i gruppi, indicando che sono il clado più antico e primitivo conosciuto degli avemetatarsali, almeno in termini di posizione nell'albero genealogico degli arcosauri. Sebbene siano conosciuti solo pochi generi, gli afanosauri avevano un'ampia distribuzione in tutto l'antico continente Pangea durante il Triassico medio. Erano un gruppo di carnivori lenti, quadrupedi, dal collo lungo, come una lucertola e un tipo di corpo più simile a quello degli arcosauri basali. Inoltre, sembra che possedessero caviglie "da coccodrillo" (con un'articolazione crurotarsale), dimostrando che le caviglie "mesotarsali avanzate" (del tipo acquisito da molti dinosauri, pterosauri, lagerpetidi e silesauridi avanzati) non sono un tratto basale per il clado Avemetatarsalia.